# خیابان آلنبی

## موقیعت جغرافیایی:
- خیابان البنی در قلب منطقه مرکزی تل‌آویو قرار دارد و به طور عمده بین خیابانهای یافا و خیابان دانیل هانانی کشیده شده است.
- این خیابان به سمت ساحل مدیترانه منتهی می‌شود و دسترسی آسان به سواحل تل‌آویو دارد.

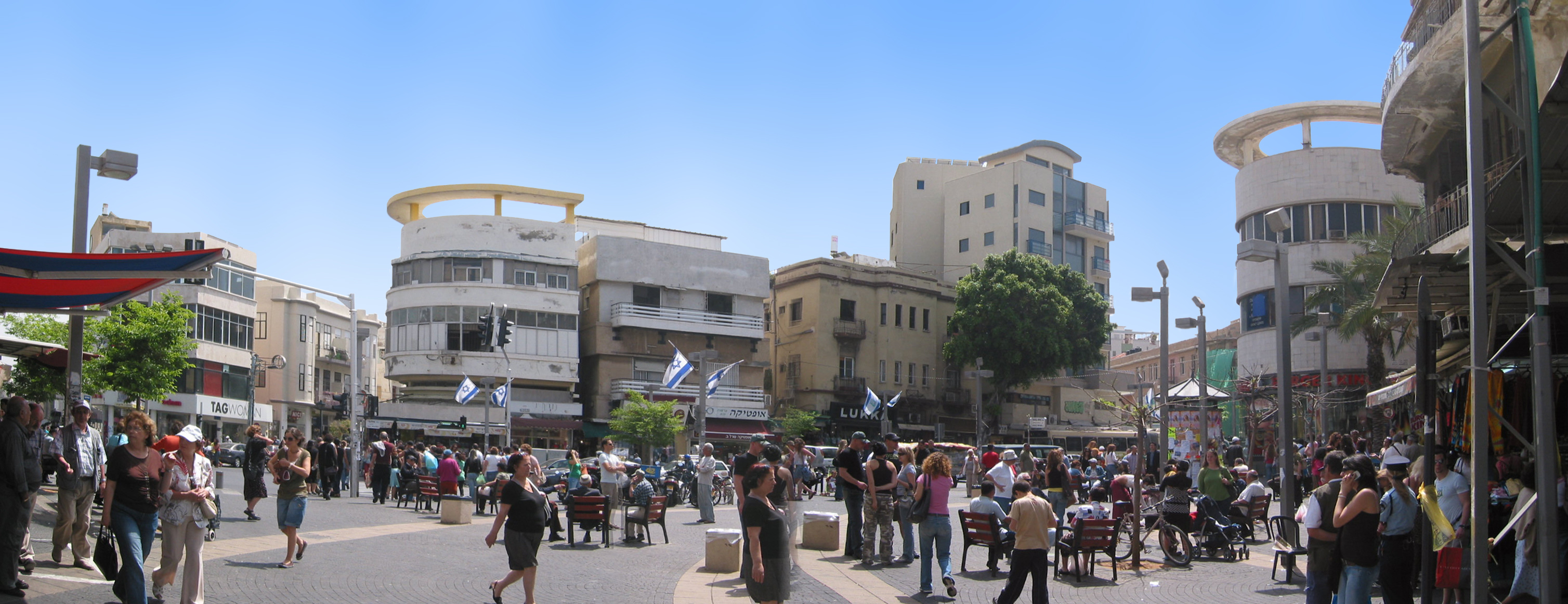
نمایی از میدان مگان داوید در امتداد خیابان آلنبی.

## ویژگی و جذابیت:
- کافه‌ها و رستوران‌ها: پر است از کافه‌ها، رستوران‌ها و فست‌فودها که گزینه‌های متنوعی برای غذا و نوشیدنی ارائه می‌دهند.
- فروشگاه‌ها و بازارهای کوچک: انواع فروشگاه‌های لباس، لوازم‌التحریر، جواهرات و سوغات در این خیابان وجود دارد.
- موسیقی و سرگرمی: خیابان غالباً محل برگزاری کنسرت‌ها، اجرای خیابانی و فعالیت‌های فرهنگی است.
- شب زنده‌داری: در شب، این خیابان بسیار پر جنب‌وجوش است و شب‌زنده‌داری در آن برقرار است

## نکات مهم:
- حمل‌ونقل: نزدیک به ایستگاه‌های مترو و اتوبوس است، بنابراین دسترسی آسان دارد.
- امنیت: مانند هر منطقه پر رفت‌وآمد، مراقب اموال شخصی خود باشید.
- تعطیلات و رویدادها: در تعطیلات و مناسبت‌های خاص، خیابان ممکن است میزبان جشن‌ها و رویدادهای ویژه باشد.در مجموع، خیابان البنی یکی از بهترین مکان‌ها برای تجربه زندگی شبانه، فرهنگ و خرید در تل‌آویو است.

## تاریخچه
این خیابان به افتخار فیلدمارشال ادموند آلنبی، افسر ارتش بریتانیا و حاکم نظامی قیومیت فلسطین نام‌گذاری شده‌است.
- خیابان البنی در دهه‌های اخیر به عنوان یکی از مراکز فرهنگی و تفریحی تل‌آویو شناخته می‌شود.
- این خیابان نمادی از زندگی شهری و فرهنگی تل‌آویو است و در سال‌های اخیر با توسعه و نوسازی، جذابیت آن افزایش یافته است.

## نگارخانه

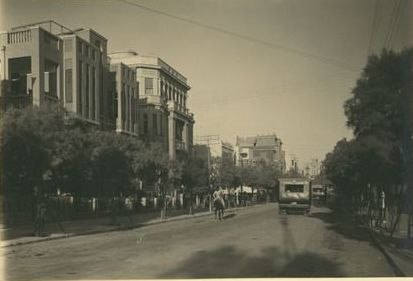
خیابان آلنبی, دهه ۱۹۳۰
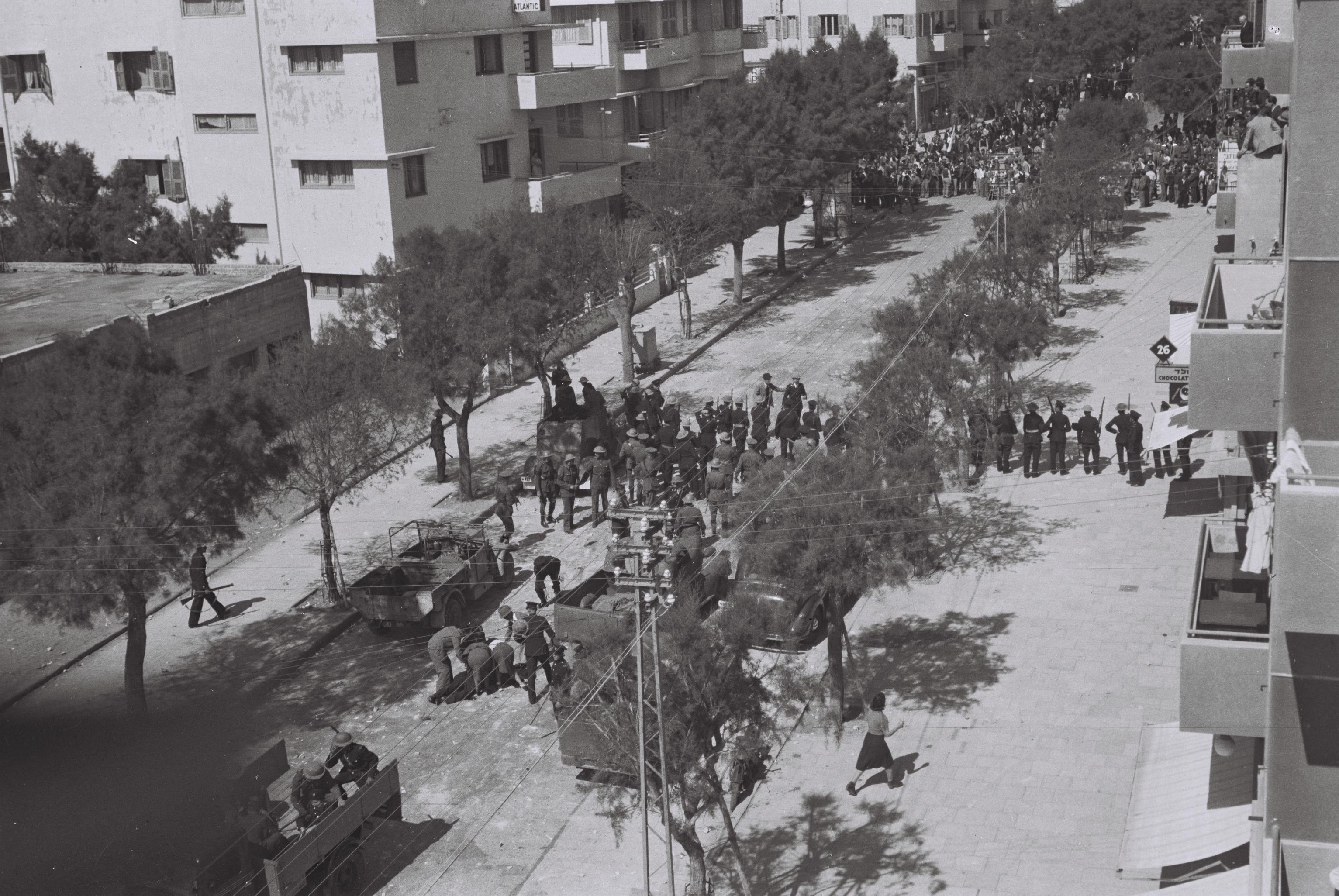
رویارویی تظاهرکنندگان یهودی و پلیس قیمومت فلسطین در تاریخ ۲۷ مه ۱۹۳۹ در خیابان آلنبی
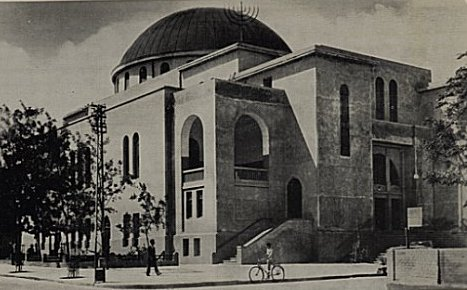
کنیسه جامع تل‌آویو در دههٔ ۱۹۳۰ در خیابان آلنبی بنا شد
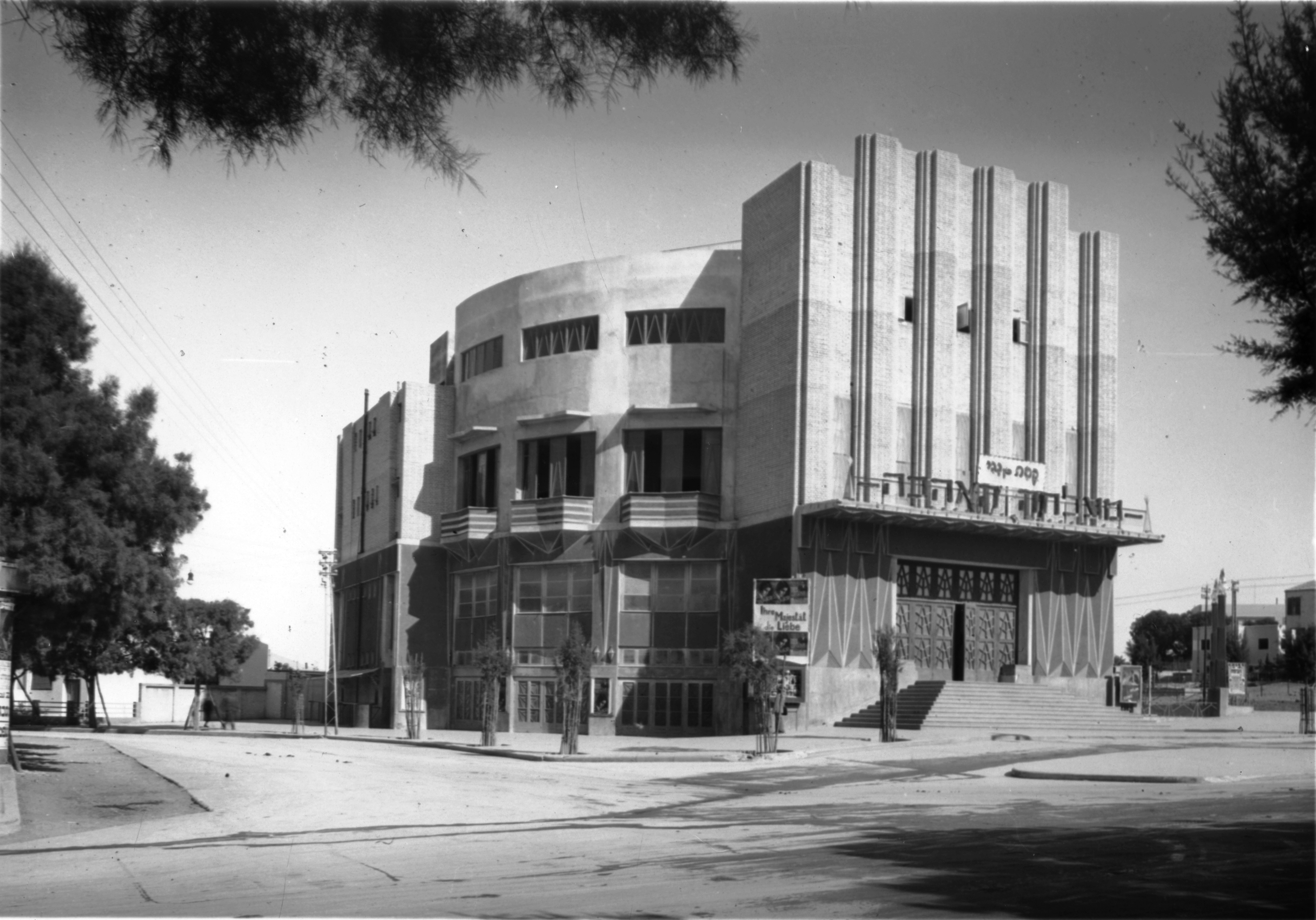
سینما موگربی در خیابان آلنبی، نخستین خانهٔ اپرای ملی اسرائیل